# Лиллья, Йон
Йон Леннарт Вольдемар Лиллья (фин. John Lennart Woldemar Lillja, 7 марта 1879, Выборг — 5 февраля 1946, Хельсинки) — финский шахматист, шахматный композитор и шахматный литератор, сильнейший шахматист Финляндии рубежа XIX — XX вв. Участник 5-го турнира северных стран (Стокгольм, 1905 г.). Бронзовый призёр чемпионата Финляндии 1922 г.

## Биография
Родился и вырос в Выборге. Учился в Хельсинки. Окончил Хельсинкское политехническое училище. Позже работал там же на кафедре машиностроения. Занимался проектированием сетей водоснабжения. Получил степень доктора технических наук. С 1939 г. и до самой смерти был в числе руководителей учебного заведения.
В 1899 г. вступил в Хельсинкский шахматный клуб. Несколько раз был чемпионом и призёром чемпионатов клуба. В 1900 г. был избран в исполнительный совет клуба. С 1913 по 1916 гг. был вице-президентом клуба, с 1917 по 1925 гг. — президентом клуба. Снова стал президентом клуба в 1930 г. Входил в число организаторов международного турнира в Хельсинки (1930 г.). В 1932 г. вышел из клуба.
В последние годы жизни страдал сердечной недостаточностью.
Параллельно с практической игрой на протяжении всей жизни занимался шахматной композицией. Наряду с Й. Эквистом был пионером финской шахматной композиции. Составил 102 задачи.
Лиллья опубликовал ряд шахматных книг и статей о шахматах. В 1926—1930 гг. регулярно сотрудничал с журналом «Suomen Shakki». В 1944 г. в № 7—9 того же журнала опубликовал статью «Эстетика шахмат».

## Спортивные результаты
| Год  | Город      | Соревнование                                | + | − | = | Результат | Место |
| ---- | ---------- | ------------------------------------------- | - | - | - | --------- | ----- |
| 1903 | Хельсинки  | Чемпионат Хельсинкского шахматного клуба    |   |   |   |           | 1     |
| 1904 | Хельсинки  | Чемпионат Хельсинкского шахматного клуба    |   |   |   |           |       |
| 1905 | Стокгольм  | 5-й турнир северных стран                   | 2 | 5 | 3 | 3½ из 10  | 6     |
| 1906 | Хельсинки  | Чемпионат Хельсинкского шахматного клуба    |   |   |   |           | 2     |
| 1907 | Хельсинки  | Чемпионат Хельсинкского шахматного клуба    |   |   |   |           | 1     |
|      | Копенгаген | 6-й турнир северных стран (побочный турнир) |   |   |   |           |       |
| 1911 | Хельсинки  | Чемпионат Хельсинкского шахматного клуба    |   |   |   |           | 1     |
| 1917 | Хельсинки  | Чемпионат Хельсинкского шахматного клуба    |   |   |   |           | 1     |
| 1922 | Хельсинки  | Чемпионат Финляндии                         |   |   |   |           | 3     |
| 1923 | Хельсинки  | Международный турнир                        |   |   |   |           | 3     |
| 1925 | Хельсинки  | Чемпионат Хельсинкского шахматного клуба    |   |   |   |           | 3     |
| 1931 | Хельсинки  | Чемпионат Хельсинкского шахматного клуба    |   |   |   |           | 3—4   |
| 1944 | Хельсинки  | Мемориал А. А. Чепурнова                    |   |   |   |           | 1     |

## Книга
- Lillja, John L. W.: Helsingin kaupungin vesijohtolaitos: 1876—1936, S. n., Helsinki, 1938.